# Henriettea patrisiana
Henriettea patrisiana är en tvåhjärtbladig växtart som beskrevs av Dc.. Henriettea patrisiana ingår i släktet Henriettea och familjen Melastomataceae. Inga underarter finns listade i Catalogue of Life.